# Meenoplus turneri
Meenoplus turneri är en insektsart som först beskrevs av Frederick Arthur Godfrey Muir 1927.  Meenoplus turneri ingår i släktet Meenoplus och familjen Meenoplidae. Inga underarter finns listade i Catalogue of Life.